# 堂ヶ作山古墳
堂ヶ作山古墳（どうがさくやまこふん）は、福島県会津若松市の一箕墳群内にある前方後円墳である。

## 概要
堂ヶ作山の頂上に築かれた古墳である。空間的に限られた山頂に造られたため、かなりいびつな墳形をしている。石積みで固めた二段構成の墳丘は大部分が地山を削りだして造成されている。出土した土器の型式から、同じ一箕古墳群の会津大塚山古墳に先行する古墳と思われる。

## 副葬品
1995年の調査では、後円部の陥没坑内から儀式に使われたとみられる土師器や鶏型土製品が出土している。